# Annalisa
Annalisa  è un nome proprio di persona italiano femminile.

## Varianti in altre lingue
- Danese: Annelise[2]
  - Ipocoristici: Annelie[3]
- Finlandese: Anna-Liisa[4]
- Francese: Anne-Lise
- Inglese: Anneliese
- Norvegese: Anne-Lise, Annelise, Anneliese
  - Ipocoristici: Annelie[3]
- Olandese: Anneliese[3], Annelies[5], Annelieze
- Tedesco: Anneliese[3], Annelies[5]
  - Ipocoristici: Annelie[3], Anelie[3]

## Origine e diffusione
Annalisa è un nome composto dall'unione dei nomi Anna e Lisa (ipocoristico di Elisabetta). Di conseguenza, un eventuale significato può essere definito combinando quello dei due nomi che lo compongono (rispettivamente "favore", "grazia" e "il Signore è giuramento").

## Onomastico
L'onomastico si può festeggiare lo stesso giorno di Anna od Elisabetta; nel primo caso, generalmente il 26 luglio, in memoria di sant'Anna, madre della Madonna, nel secondo caso solitamente il 23 settembre, in ricordo di santa Elisabetta, madre del Battista; entrambi i nomi comunque sono portati da una vasta schiera di sante e beate.

## Persone
- Annalisa Accarino, cestista italiana
- Annalisa Bossi, tennista italiana
- Annalisa Ceresa, sciatrice alpina italiana
- Annalisa Coltorti, schermitrice italiana
- Annalisa Favetti, attrice italiana
- Annalisa Insardà, attrice e doppiatrice italiana
- Annalisa Mandolini, conduttrice televisiva italiana
- Annalisa Minetti, cantante italiana
- Annalisa Nisiro, nuotatrice italiana
- Annalisa Scarrone, cantautrice italiana, nota semplicemente come Annalisa
- Annalisa Spiezie, giornalista italiana

### Variante Anneliese

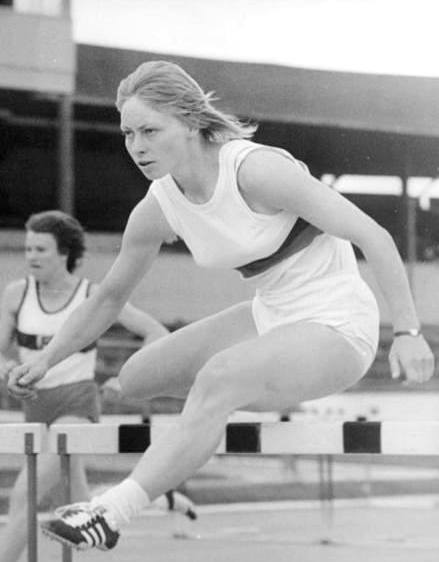
Annelie Ehrhardt

- Anneliese Heard, triatleta britannica
- Anneliese Michel, donna tedesca che si sottopose ad esorcismo, ritenendosi posseduta
- Anneliese van der Pol, attrice e cantante statunitense

### Altre varianti
- Annelise Coberger, sciatrice alpina neozelandese
- Annelie Ehrhardt, atleta tedesca
- Annelies Marie Frank, vero nome di Anna Frank, ragazza ebrea tedesca divenuta simbolo della Shoah
- Annelies Maas, nuotatrice olandese
- Anne-Lise Touya, schermitrice francese

## Il nome nelle arti
- Il diario di Annalisa è una trascrizione di Matilde Andolfo dei diari di Annalisa Durante, una ragazza uccisa durante uno scontro a fuoco della camorra a Napoli.
- Annalisa è un personaggio del cartone Barbie la principessa e la povera.